# Метрологічні характеристики
Метрологічні характеристики — це характеристики технічних властивостей засобу вимірювань, які впливають на результат вимірювання. Для кожного типу засобу вимірювань встановлюють свої метрологічні характеристики.
Характеристики, що встановлюються нормативно-технічними документами, називаються нормованими метрологічними характеристиками, а ті, що визначаються експериментально — дійсними метрологічними характеристиками. Номенклатура метрологічних характеристик, правила вибору комплексів нормованих метрологічних характеристик для засобів вимірювань і способи їх нормування визначені в  ДСТУ ГОСТ 8.009:2008

## Функції метрологічних характеристик
Метрологічні характеристики мають різноманітне функціональне застосування. Метрологічні характеристики служать для:
- визначення результату вимірювання;
- розрахункової оцінки складової похибки чи невизначеності вимірювання,  яка обумовлена властивостями засобу вимірювання;
- розрахунку метрологічних характеристик вимірювальних каналів вимірювальних систем, які складаються із компонентів з нормованими метрологічними характеристиками;
- оцінки технічного рівня та оптимального вибору засобів вимірювань;
- використання як контрольованих характеристик під час контролю засобів вимірювань на придатність.

## Види основних метрологічних характеристик
До основних метрологічних характеристик відносяться:
- градуювальна характеристика;
- похибка засобу вимірювань;
- чутливість;
- ціна поділки шкали;
- поріг чутливості;
- діапазон вимірювань;
- варіація показів;
- розмах показів;
- варіація вихідного сигналу;
- динамічні характеристики (перехідна та імпульсна перехідна функції, амплітудні і фазові характеристики, передавальна функція)

та ін.

## Нормовані метрологічні характеристики
До нормованих метрологічних характеристик включають ті, що відображають реальні властивості засобу вимірювання і перелік цих характеристик повинен бути достатнім для оцінки інструментальної складової похибки вимірювань в умовах застосування засобу вимірювань.
Загальний перелік нормованих метрологічних характеристик засобу вимірювань, форми їх подання та методи нормування визначаються стандартами. В перелік можуть входити:
- межі вимірювань, межі шкали;
- ціна поділки аналогових засобів;
- вихідний код, число розрядів коду, номінальна ціна найменшого розряду для цифрових засобів;
- градуювальна характеристика;
- похибка;
- варіація показів приладу або вихідного сигналу перетворювача;
- повний вхідний опір вимірювального пристрою, вимірювального перетворювача;

та ін.